# 伊東武兵衛
伊東 武兵衛（いとう ぶへえ）は、戦国時代の武将。織田氏、今川氏の家臣。

## 生涯
元々は相模国の住人であったが尾張国に移り住んで織田信長に召し出されて仕えたという。
天文年間後期に開かれたと思われる年不詳7月18日の津島盆踊り大会では武兵衛は飯尾定宗らと共に武蔵坊弁慶の仮装をして登場して現れたというので、他国から移住してきた人間ではあるが信長の家臣としては古参の部類に入ると言える。
永禄年間（1558年以降）に入ってから黒母衣衆に選抜されたが、その後に故あって坂井迫盛という人物を斬殺して織田家を出奔し、今川氏真に仕えた。
永禄12年（1569年）1月21日、掛川城を脅かす徳川家康の軍と天王山で交戦した際、徳川家臣の椋原次右衛門に討ち取られた。なお、この時点の武兵衛の今川家での地位は槍大将であった。